# 伊茲巴什夫卡
47°31′13″N 30°56′13″E / 47.52028°N 30.93694°E
伊茲巴什夫卡（烏克蘭語：Ізбашівка），是烏克蘭南部的村莊，隸屬尼古拉耶夫州的沃茲涅先斯克區。該村面積0.33平方公里，海拔高度81米，2001年人口87，人口密度每平方公里263.6人。